# حلم العمر (فلم)
حلم العمر فيلم مصري من إنتاج عام 2008، بطولة حمادة هلال، توفيق عبد الحميد، دينا فؤاد ،هالة فاخر، رامي وحيد والطفلة منة عرفة وسيناريو وحوار: نادر صلاح الدين، وإنتاج: شركة محمد السبكي للإنتاج السينمائي وحقق أرباح قدرت بحوالي 28 مليون جنيه مصري حسب صحيفة الأهرام المصرية وإخراج: وائل إحسان.

## ملخص الأحداث
تدور أحداثه في إطار درامي رومانسي حول شاب فقير يعشق الملاكمة ويحاول الوصول فيها إلى مرحلة متميزة، في الوقت الذي يرتبط فيه بفتاة من الطبقة الغنية مما يسبب مشاكل عديدة.

## الشخصيات
- حمادة هلال
- دينا فؤاد
- توفيق عبد الحميد
- هالة فاخر
- رامي وحيد
- منة عرفة
- عزت أبو عوف
- صبحي خليل
- محمد أحمد ماهر
- رضا حامد
- دينا حرب

## روابط خارجية
- مقالات تستعمل روابط فنية بلا صلة مع ويكي بيانات